# San Nicolas (Ilocos Norte)
Pour les articles homonymes, voir San Nicolas.
San Nicolas est une municipalité de la province d’Ilocos Norte, aux Philippines.